# Жервињо
Жерве Ломбе Јао Куаси (фр. Gervais Lombe Yao Kouassi; 27. мај 1987), познатији као Жервињо, фудбалер је из Обале Слоноваче. Игра на позицији нападача за Трабзонспор и за фудбалску репрезентацију Обале Слоноваче. 
Своју сениорску каријеру започео је у Беверену. За Фудбалску репрезентацију Обале Слоноваче игра од 2007. За њу је одиграо 56 утакмица и дао 16 голова. Наступио је на два Светска првенства 2010. и 2014.